# Бредлі-Біч (Нью-Джерсі)
Бредлі-Біч (англ. Bradley Beach) — місто (англ. borough) в США, в окрузі Монмаут штату Нью-Джерсі. Населення — 4282 особи (2020).

## Географія
Бредлі-Біч розташоване за координатами 40°12′6″ пн. ш. 74°0′43″ зх. д. / 40.20167° пн. ш. 74.01194° зх. д. (40.201604, -74.012056).  За даними Бюро перепису населення США в 2010 році місто мало площу 1,64 км², з яких 1,58 км² — суходіл та 0,05 км² — водойми.

### Клімат
| Клімат : Бредлі-Біч     | Клімат : Бредлі-Біч | Клімат : Бредлі-Біч | Клімат : Бредлі-Біч | Клімат : Бредлі-Біч | Клімат : Бредлі-Біч | Клімат : Бредлі-Біч | Клімат : Бредлі-Біч | Клімат : Бредлі-Біч | Клімат : Бредлі-Біч | Клімат : Бредлі-Біч | Клімат : Бредлі-Біч | Клімат : Бредлі-Біч | Клімат : Бредлі-Біч |
| Показник                | Січ.                | Лют.                | Бер.                | Квіт.               | Трав.               | Черв.               | Лип.                | Серп.               | Вер.                | Жовт.               | Лист.               | Груд.               | Рік                 |
| Середній максимум, °C   | 4,5                 | 5,9                 | 9,6                 | 14,8                | 20,1                | 25,3                | 28,2                | 27,6                | 24,2                | 18,4                | 12,9                | 7,3                 | 16,6                |
| Середня температура, °C | 0,2                 | 1,6                 | 4,9                 | 10,2                | 15,5                | 20,8                | 23,8                | 23,3                | 19,6                | 13,6                | 8,5                 | 3,2                 | 12,2                |
| Середній мінімум, °C    | −4                  | −2,9                | 0,4                 | 5,5                 | 10,8                | 16,2                | 19,4                | 18,9                | 15,1                | 8,7                 | 4,0                 | −1,1                | 7,6                 |
| Норма опадів, мм        | 92                  | 78                  | 101                 | 105                 | 95                  | 92                  | 119                 | 118                 | 91                  | 99                  | 99                  | 102                 | 1191                |
| Вологість повітря, %    | 64.6                | 61.7                | 60.3                | 61.8                | 65.7                | 70.0                | 69.6                | 71.2                | 71.3                | 69.4                | 67.3                | 65.3                | 66.5                |
| ----------------------- | ------------------- | ------------------- | ------------------- | ------------------- | ------------------- | ------------------- | ------------------- | ------------------- | ------------------- | ------------------- | ------------------- | ------------------- | ------------------- |
| Джерело: PRISM          |                     |                     |                     |                     |                     |                     |                     |                     |                     |                     |                     |                     |                     |

## Демографія
Згідно з переписом 2010 року, у селищі мешкало 4298 осіб у 2098 домогосподарствах у складі 979 родин. Було 3180 помешкань
Расовий склад населення:
| - 85,1 % — білих - 5,0 % — чорних або афроамериканців - 1,8 % — азіатів - 0,4 % — корінних американців - 5,2 % — осіб інших рас |

До двох чи більше рас належало 2,5 %. Частка іспаномовних становила 19,5 % від усіх жителів.
За віковим діапазоном населення розподілялося таким чином: 14,8 % — особи молодші 18 років, 71,2 % — особи у віці 18—64 років, 14,0 % — особи у віці 65 років та старші. Медіана віку мешканця становила 41,5 року. На 100 осіб жіночої статі у селищі припадало 98,6 чоловіків;  на 100 жінок у віці від 18 років та старших — 99,9 чоловіків також старших 18 років.
Середній дохід на одне домашнє господарство  становив 85 912 долари США (медіана — 61 682), а середній дохід на одну сім'ю — 118 658 доларів (медіана — 77 135). Медіана доходів становила 56 288 доларів для чоловіків та 67 143 долари для жінок. За межею бідності перебувало 9,6 % осіб, у тому числі 7,9 % дітей у віці до 18 років та 1,9 % осіб у віці 65 років та старших.
Цивільне працевлаштоване населення становило 2191 осіб. Основні галузі зайнятості: освіта, охорона здоров'я та соціальна допомога — 26,9 %, мистецтво, розваги та відпочинок — 11,5 %, науковці, спеціалісти, менеджери — 9,3 %, роздрібна торгівля — 8,6 %.